# Ben Maxwell
Benjamin „Ben“ Maxwell (* 30. März 1988 in North Vancouver, British Columbia) ist ein kanadischer Eishockeyspieler, der zuletzt bis Mai 2023 beim Linköping HC aus der Svenska Hockeyligan (SHL) unter Vertrag gestanden und dort auf der Position des Centers gespielt hat. Zuvor absolvierte Maxwell unter anderem 48 Spiele für vier verschiedene Franchises in der National Hockey League (NHL).

## Karriere
Ben Maxwell begann seine Karriere als Eishockeyspieler bei den Kootenay Ice, für die er von 2004 bis 2008 in der kanadischen Juniorenliga Western Hockey League aktiv war. In diesem Zeitraum wurde er im NHL Entry Draft 2006 in der zweiten Runde als insgesamt 49. Spieler von den Canadiens de Montréal ausgewählt. Bei deren Farmteam Hamilton Bulldogs war er ab der Saison 2008/09 drei Jahre lang Stammspieler in der American Hockey League. Zudem bestritt er in diesem Zeitraum insgesamt 21 Spiele in der National Hockey League für die Canadiens de Montréal. Im Februar 2011 wurde der Center zusammen mit einem Viertrundenwahlrecht für den NHL Entry Draft 2011 im Tausch gegen Brent Sopel und Nigel Dawes an die Atlanta Thrashers abgegeben, bei denen er bis zum Ende der Saison 2010/11 einen Stammplatz in der NHL hatte. In zwölf Spielen erzielte er für das Team aus Georgia ein Tor und eine Vorlage. Außerdem bestritt er zwei Spiele für Atlantas AHL-Farmteam Chicago Wolves, wobei er ein Tor vorbereitete.
Nachdem die Atlanta Thrashers nach Winnipeg in der kanadischen Provinz Manitoba umgesiedelt worden waren, blieb Maxwell im Franchise, nunmehr die Winnipeg Jets. Im November 2011 wurde er auf die Waiverliste gesetzt und von den Anaheim Ducks ausgewählt. Einen Monat später setzten ihn die Kalifornier ebenfalls auf die Waiverliste, so dass der Stürmer anschließend in die Organisation der Winnipeg Jets zurückkehrte.
In der Saison 2013/14 war er für Oulun Kärpät in der finnischen Liiga aktiv und gewann mit Oulun die finnische Meisterschaft. Dabei gehörte er zu den Leistungsträgern im Team und wurde daraufhin vom HK Jugra Chanty-Mansijsk aus der Kontinentalen Hockey-Liga verpflichtet, ehe er im Februar 2015 zu Kärpät zurückkehrte und zwei Monate später einen weiteren finnischen Meistertitel gewann. Nachdem er vier Saisonen in Russland, jeweils zwei im Trikot des HK Sotschi und HK Spartak Moskau, verbracht hatte, folgte im Juli 2019 der Wechsel in die Schweiz zu den SCL Tigers. Bei den Emmentalern unterzeichnete der kanadische Stürmer einen Vertrag für die Saison 2019/20. Zur Spielzeit 2021/22 wurde er vom Linköping HC aus der Svenska Hockeyligan unter Vertrag genommen, bei dem er einen Kontakt für zwei Jahre unterzeichnete.

### International
Für Kanada nahm Maxwell an der U18-Junioren-Weltmeisterschaft 2006 teil. Im Turnierverlauf erzielte er in sieben Spielen zwei Tore und gab fünf Vorlagen.

## Erfolge und Auszeichnungen
- 2006 Teilnahme am CHL Top Prospects Game
- 2014 Finnischer Meister mit Kärpät Oulu
- 2015 Finnischer Meister mit Kärpät Oulu
- 2019 Spengler-Cup-Gewinn mit dem Team Canada

### International
- 2005 Silbermedaille bei der World U-17 Hockey Challenge

## Karrierestatistik
Stand: Ende der Saison 2022/23

### International
Vertrat Kanada bei:
- World U-17 Hockey Challenge 2005
- U18-Junioren-Weltmeisterschaft 2006

(Legende zur Spielerstatistik: Sp oder GP = absolvierte Spiele; T oder G = erzielte Tore; V oder A = erzielte Assists; Pkt oder Pts = erzielte Scorerpunkte; SM oder PIM = erhaltene Strafminuten; +/− = Plus/Minus-Bilanz; PP = erzielte Überzahltore; SH = erzielte Unterzahltore; GW = erzielte Siegtore; 1 Play-downs/Relegation; Kursiv: Statistik nicht vollständig)